# Bernardo Roselli Mailhe
Bernardo Roselli Mailhe (Carmelo, 17 de setembre de 1965) és un jugador d'escacs uruguaià que té el títol de Mestre Internacional des de 1994.
A la llista d'Elo de la FIDE de l'abril de 2016, hi tenia un Elo de 2430 punts, cosa que en feia el jugador número 2 (en actiu) d'Uruguai. El seu màxim Elo va ser de 2449 punts, a la llista del gener de 2013.

## Resultats destacats en competició
Va aprendre a jugar els escacs a l'edat de cinc anys. Els deu anys va jugar el seu primer torneig. El 1984 és per primer cop campió de l'Uruguai a l'edat de 19 anys i 4 dies, el jugador uruguaià més jove de la història del torneig en aconseguir-ho. Va tornar a ser campió de l'Uruguai en els anys 1986, 1990, 1993, 1994, 1998, 200, 2001, 2002, 2004, 2005, 2007, 2008, 2009 i 2011.
El 12 de desembre de 2009 fou elegit President de la Federació Uruguaiana d'escacs.
L'abril de 2016 fou campió per setzè cop del Campionat d'escacs de l'Uruguai amb 8 punts de 9, dos punts per davant del segon classificat Claudio Coppola. Ha guanyat el campionat del seu país dinou cops, el darrer el 2019, un rècord.

### Participació en olimpíades d'escacs
Roselli ha participat, representant Uruguai, en onze Olimpíades d'escacs entre els anys 1986 i 2014, amb un resultat de (+46 =35 –44), per un 50,8% de la puntuació. El seu millor resultat el va fer a les Olimpíada del 2010 en puntuar 6½ de 10 (+5 =3 -2), amb el 65,0% de la puntuació, amb una performance de 2389.